# بيلي ماكسويل
بيلي ماكسويل (بالإنجليزية: Billy Maxwell)‏ هو لاعب غولف أمريكي، ولد في 23 يوليو 1929 في أبيلين في الولايات المتحدة.

## وصلات خارجية
- بيلي ماكسويل على موقع رابطة لاعبي الغولف المحترفين (الإنجليزية)